# Auðunar þáttr vestfirska
Auðunar þáttr vestfirska (La història d'Auðun dels Westfjords) és un relat curt (o táttr) conservat en tres versions diferents com a part de la saga d'Harald III de Noruega (Haraldr inn harðráði Sigurðsson, r. 1047-66), com a seccions de Morkinskinna i Flateyjarbók com els més importants entre uns altres compendis. S'ha traduït moltes vegades i forma part d'algunes antologies; Gwyn Jones considera que és «la més simple (…) però la millor i més perfecta dels þættir islandesos mai escrits».

## Sinopsi
Auðun és un pobre colon d'Islàndia dels fiords occidentals, una de les zones més inhòspites de l'illa, i en un moment donat decideix capturar a un os polar per regalar-lo a Svend II de Dinamarca (Sveinn Úlfsson, r. 1047-74/76).
Auðun s'obstina en la seua tasca, tot i que ha de relacionar-se amb la cort del rei Harald, en continu conflicte amb Svend, i decideix peregrinar a Roma. La determinació d'Auðun, la seua audàcia i humilitat, són clau per a guanyar-se el respecte dels dos reis i, gràcies a ell, també la confiança entre ells.
Malgrat el moment, circumstàncies i personatges, el relat es considera una ficció històrica.